# Мелехи (Полтавская область)
Мелехи (укр. Мелехи) — село,
Мелеховский сельский совет,
Чернухинский район,
Полтавская область,
Украина.
Код КОАТУУ — 5325182601. Население по переписи 2001 года составляло 436 человек.
Является административным центром Мелеховского сельского совета, в который, кроме того, входят сёла
Городище и
Загребелье.

## Географическое положение
Село Мелехи находится на левом берегу реки Многа,
выше по течению на расстоянии в 0,5 км расположено село Вороньки,
ниже по течению примыкает село Загребелье,
на противоположном берегу — сёла Вороньки и Городище.